# 유대인 경찰연합
《유대인 경찰연합》(영어: The Yiddish Policemen's Union)은 마이클 셰이본의 2007년 장편 SF소설이다. 미국의 프랭클린 루스벨트 대통령이 제2차 세계 대전 중에 했던 말이 '실제로 성사됐다면'이라는 가정 아래 쓰여진 대체 역사 소설이다 대한민국에는 중앙북스에서 김효설 번역으로 출간되었다. 출간된 이래 휴고상, 네뷸러상, 로커스상 등을 휩쓸었다.